# Milena Majorová
Milena Majorová, rozená Ptáčková (22. července 1922 – 11. července 2014) byla česká spisovatelka a popularizátorka pravidel slušného chování. V letech 1969–1987 byla redaktorkou časopisu Vlasta. Přispívala do různých časopisů, např. Dikobraz a Roháč.

## Vydané knihy
- Člověk mezi lidmi, Mladá fronta, první vydání v roce 1958. Celkem tři vydání, v té době největší náklad Mladé Fronty. Vydáno také v Litvě.
- Společenská výchova, 1965
- Devčatům o všeličems, 1960, také ve slovenštině
- O slušném chování fakta, 1970 (+ Jiří Winter Neprakta)
- Dámy a pánové život začíná, 1980
- Lexikon společenského styku, 1977, více autorů